# Алексей (линейный корабль)
«Алексей» — 74-пушечный парусный линейный корабль Балтийского флота России. Один из девятнадцати кораблей типа «Ярослав». Был заложен 26 июня (7 июля) 1789 года на Соломбальской верфи Архангельска, спущен на воду 22 мая (2 июня) 1790 года. Строительство велось корабельным мастером Михаилом Дмитриевичем Портновым.
Корабль принимал участие в войне с Францией 1798—1800 годов.

## История службы
В 1796 и 1797 годах «Алексей» с эскадрами ходил в практические плавания в Финском заливе.
20 августа 1798 года корабль с эскадрой контр-адмирала П. К. Карцова вышел из Ревеля и направился к берегам Англии, чтобы совместно с флотом Англии предпринять действия против Франции и Голландии. 19—20 сентября в проливе Скагеррак корабль попал в сильный шторм, был повреждён и зашёл в Арондель (Норвегия).
8 ноября «Алексей» пришёл в Ярмут, где воссоединился с эскадрой. До июля 1799 года корабль стоял в Англии. 8 июля 1799 года «Алексей» во главе отряда снялся с Норского рейда и отправился в Россию. 5 августа отряд прибыл в Ревель, а 14-го — в Кронштадт.
В 1800—1802 годах «Алексей» в составе эскадр ходил в плавания в Финский залив. 3 июля 1800 он участвовал в показательных учениях в районе Красной Горки, за которыми наблюдал император Павел I.
В 1808 году, во время англо-русской войны линейный корабль «Алексей» был в качестве блокшива установлен на Северном фарватере у острова Котлин.
В 1815 году в Кронштадте корабль был разобран.

## Командиры
Должность командира корабля занимали:
1. 1794, 1798—1799 — М. И. Борисов
2. 1795 — Ф. С. Палицын
3. 1797 — А. Н. Саблин
4. с 1800 до 24 августа 1802 — А. С. Смирнов
5. с 24 августа 1802 по 1804 — Я. П. Дон
6. 1808 — Е. И. Лупандин